# Chilperyk I (władca Neustrii)

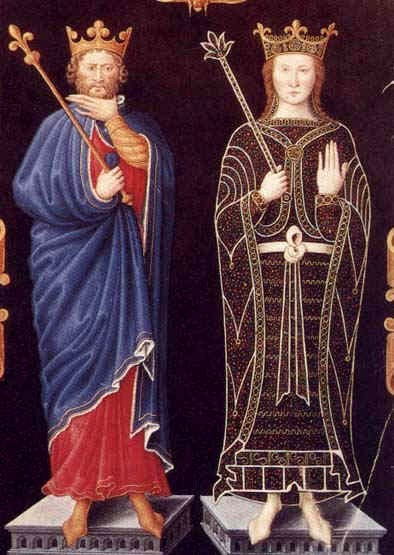
Chilperyk I i Fredegunda

Chilperyk I (ur. ok. 539, zm. 584 w Chelles) – najmłodszy z synów Chlotara I, króla Franków i jego żony Aregundy. Król Neustrii od 561 roku.

## Wczesne lata panowania
Po śmierci ojca w 561 roku bracia – Charibert I, Guntram I, Sigebert I i Chilperyk – podzielili się królestwem. Dzielnice braci miały zostać ustalone w drodze losowania. W tym czasie Chilperyk postanowił zawładnąć skarbcem królewskim znajdującym się w Paryżu. Zgodne działanie jego braci zmusiło go do podzielenia się skarbcem oraz przyjęcia wyniku losowania. Chilperykowi I przypadła wówczas tereny państwa Franków znajdujące się na północy i północnym zachodzie ze stolicą w Soissons zwana Neustrią. Chilperyk uważał, iż jego dzielnica jest za mała w stosunku do dzielnic braci, a zwłaszcza Sigeberta. W 562 roku zajął w dzielnicy Sigeberta Reims, gdy jego brat odpierał najazd Awarów i walczył z Turyngami. Sigebert po odparciu wrogów szybko odzyskał Reims i zajął stolicę Chilperyka, a następnie się wycofał i pomiędzy braćmi doszło do zawieszenia broni. W tym czasie żoną Chilperyka była Audowera, której służącą była Fredegunda. Służąca ta podstępem doprowadziła do rozwodu króla i umieszczenia królowej w klasztorze, sama zaś została kolejną żoną Chilperyka.

## Konflikt z Sigebertem
Po śmierci brata Chariberta (567 rok) Chilperyk usiłował zająć także jego dzielnicę. Jednak jego działania w tym kierunku spotkały się ze sprzeciwem pozostałych braci, którzy nie chcieli dopuścić do naruszenia przez Chilperyka istniejącej równowagi sił. W wyniku podziału dzielnicy brata Chilperyk otrzymał Bordeaux, Limoges i Cahors. Kiedy Sigebert poślubił Brunhildę, córkę króla Wizygotów Atanagildy, zazdrosny Chilperyk odsunął Fredegundę i zawarł małżeństwo z jej starszą siostrą – Galswintą. Małżeństwo nie przetrwało jednak długo. Chilperyk szybko odsunął od siebie żonę, a następnie ją zamordował i ponownie poślubił Fredegundę. Braterski konflikt przybrał w ten sposób na silę, gdyż Brunhilda poprzysięgła zemstę mordercy swojej siostry i skłoniła Sigeberta do wystąpienia przeciwko Chilperykowi. Początkowo sprawa została rozstrzygnięta na malbergu (miejscu zgromadzeń ludowych Franków) przez sąd pod przewodnictwem Guntrama. Chilperyk w ramach zadośćuczynienia miał oddać Brunhildzie miasta ofiarowane jego żonie Galswincie jako podarunek ślubny. Chilperyk się na to zgodził jednakże w tym samym czasie zajął miasta Sigeberta Tours i Poitiers. Konflikt braci ostatecznie przerodził się w wojnę domową, która przez następne 50 lat pustoszyła królestwo Franków. Sigebert szybko zajął prawie całe królestwo Chilperyka, którego wraz z żoną oblegał w Tournai. Sigebert został jednak zamordowany przez zabójców nasłanych przez Fredegundę (rok 575). Chilperyk podjął wówczas próbę opanowania także jego dzielnicy, którą pod opieką Brunhildy władał syn Sigeberta Childebert II. Realizację planu uniemożliwiła zbrojna interwencja Guntrama, czwartego z braci.

## Ostatnie lata
Wiosną 576 roku Chilperykiem wstrząsnęła wiadomość, iż jego syn Meroweusz poślubił w Rouen królową Brunhildę. Na skutek knowań Fredegundy, w 577 roku Meroweusz został zabity. W 580 roku zmarło na skutek zarazy dwóch synów Chilperyka i Fredegundy. Fredegunda obwiniła swego pasierba Chlodwiga, który na jej polecenie i za milczącą zgodą Chilperyka został zamordowany. W 581 roku Chilperyk zaproponował Childebertowi II porozumienia, uznające jego prawa w zamian za pomoc w wojnie przeciw Guntramowi. Plany te pokrzyżowała Brunhilda, która w 583 roku skłoniła Childeberta II do zawarcia sojuszu z Guntramem. We wrześniu 584 roku Chilperyk powracając z polowania został zabity przez nieznanych sprawców. Kronikarz Fredegar wskazuje, iż za zabójstwem stała Fredegunda podejrzewana przez króla o romans z majordomem Neustrii Landricem. Jego następcą na tronie Neustrii został czteromiesięczny syn Chlotar II.

## Potomstwo
Z pierwszą żoną Audowerą miał piątkę dzieci:
- Teudeberta, zginął w bitwie w 575 roku w czasie wojny z Sigebertem,
- Meroweusza,
- Chlodwiga, zamordowanego z rozkazu Fredegundy,
- Hildewindę, z rozkazu Fredegundy zgwałconą i zamkniętą w klasztorze w Poitiers,
- Basinę, zakonnicę i przywódczynię buntu zakonnic w Poitiers.

Z Galswintą Chilperyk nie miał dzieci.
Dzieci Chilperyka i Fredegundy to:
- Chlodobert, zmarły w 580 roku na zarazę,
- Samson, ur. 575 roku w Tournai, zmarł w 577 roku,
- Dagobert, zmarły w 580 roku na zarazę,
- Teuderyk, zmarł w początku 584 roku na dyzenterię,
- Rigundis, zaręczoną z królem wizygockim Rekkaredem,
- Chlotar II, następca ojca.

## Chilperyk I w kulturze
Florimond Ronger skomponował operetkę o tym władcy.